# Reitgraben (Gemeinde St. Martin)
Reitgraben ist eine Ortschaft in der Marktgemeinde St. Martin im Bezirk Gmünd in Niederösterreich mit 7 Einwohnern (Stand 1. Jänner 2025).

## Geografie
Die zwischen St. Martin und St. Wolfgang gelegene Rotte befindet sich im namensgebenden Reitgraben zwischen dem Mitterbühel (738 m ü. A.) und der Hinterleiten, der von einem Zubringer zum Sulzer Bach durchflossen wird.
Der rund eineinhalb Kilometer östlich von Sankt Martin liegende Reitgraben ist ein rundum von Wald umgebenes Hochtal in dem neben der Land- und Forstwirtschaft auch der Tourismus von Bedeutung ist: Auf zwei hintereinander liegenden Teichen kann geangelt werden und die Zeltlagerplätze werden häufig von der Katholischen Jungschar oder den Pfadfindern genutzt, wofür begleitend auch waldpädagogische Ausflüge in die umliegenden Wälder angeboten werden.
Am 1. April 2020 umfasste die Ortschaft 4 Adressen.

## Geschichte
Der Franziszeische Kataster zeigt die Lage vollkommen unbebaut und in der Administrativkarte von Niederösterreich ist ein einzelnes Gehöft verzeichnet, womit der Ort um 1900 entstanden sein dürfte.